# Livgardets dragonmusikkår

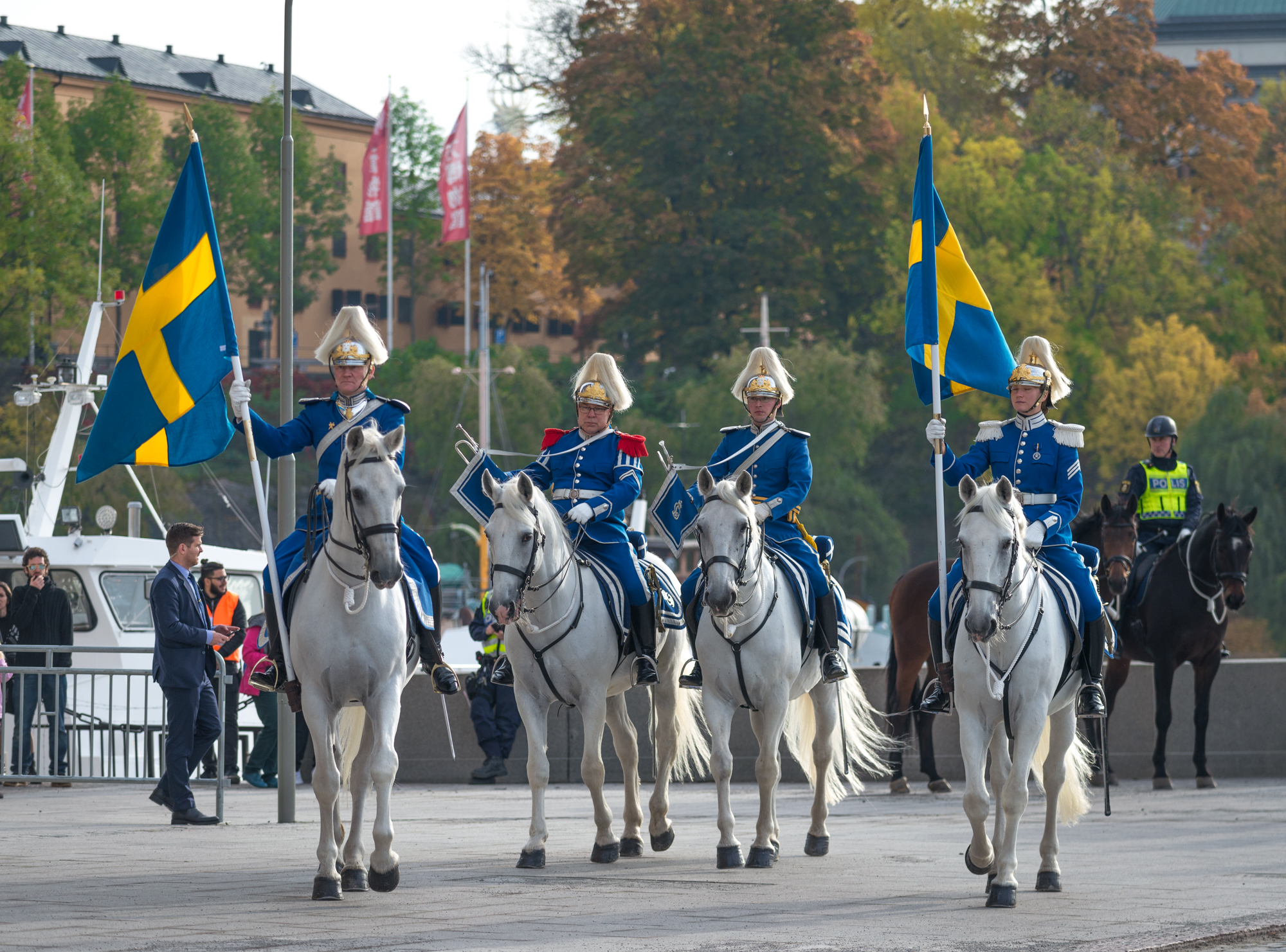
Två trumpetare ur Livgardets Dragonmusikkår medverkade vid nyinvigningen av Nationalmuseum i Stockholm 2018. Här flankerade av flaggbärare.

Livgardets Dragonmusikkår är en av Försvarsmaktens tre professionella musikkårer, sveriges enda kvarvarande beridna musikkår och ansvarar för all musik till häst i statsceremonielet.

## Historik
1990 började Regionmusikens (senare Stockholmsmusikens) beridna avdelning ersättas med värnpliktiga musiker. 
Stig Rydqvist var kårchef från starten, och efterträddes 2002 av Olle Hermansen. Hösten 2008 tog Gustav Lundström över som musikdirektör och Anders Alhbin blev kårens regementstrumpetare. 
2013 till 2014 var Martin Riessen musikdirektör. 
Januari 2016 till augusti 2020 var David Björkman musikdirektör.
Eugen Qvarnström (tidigare verksam vid Arméns Musikkår och Arméns Trumkår) är musikanförare, med titeln regementstrumslagare. Han är aktiv i den rollen sedan 2010.
Musikkåren för vidare traditionerna från musikkårerna vid f. d. Livgardet till häst (K 1) och Livregementets dragoner (K 2). Musikkåren är stationerad vid Livgardets Kavallerikasern på Lidingövägen i Stockholm.

### Namnet
Den värnpliktiga musikverksamheten benämndes från 1990 Arméns Dragontrumpetare. 1992 bytte man namn till Armens Dragontrumpetarkår och 1994 blev man Livgardets Dragontrumpetarkår. Sedan 2008 heter kåren Livgardets Dragonmusikkår.

## Framträdanden och repertoar

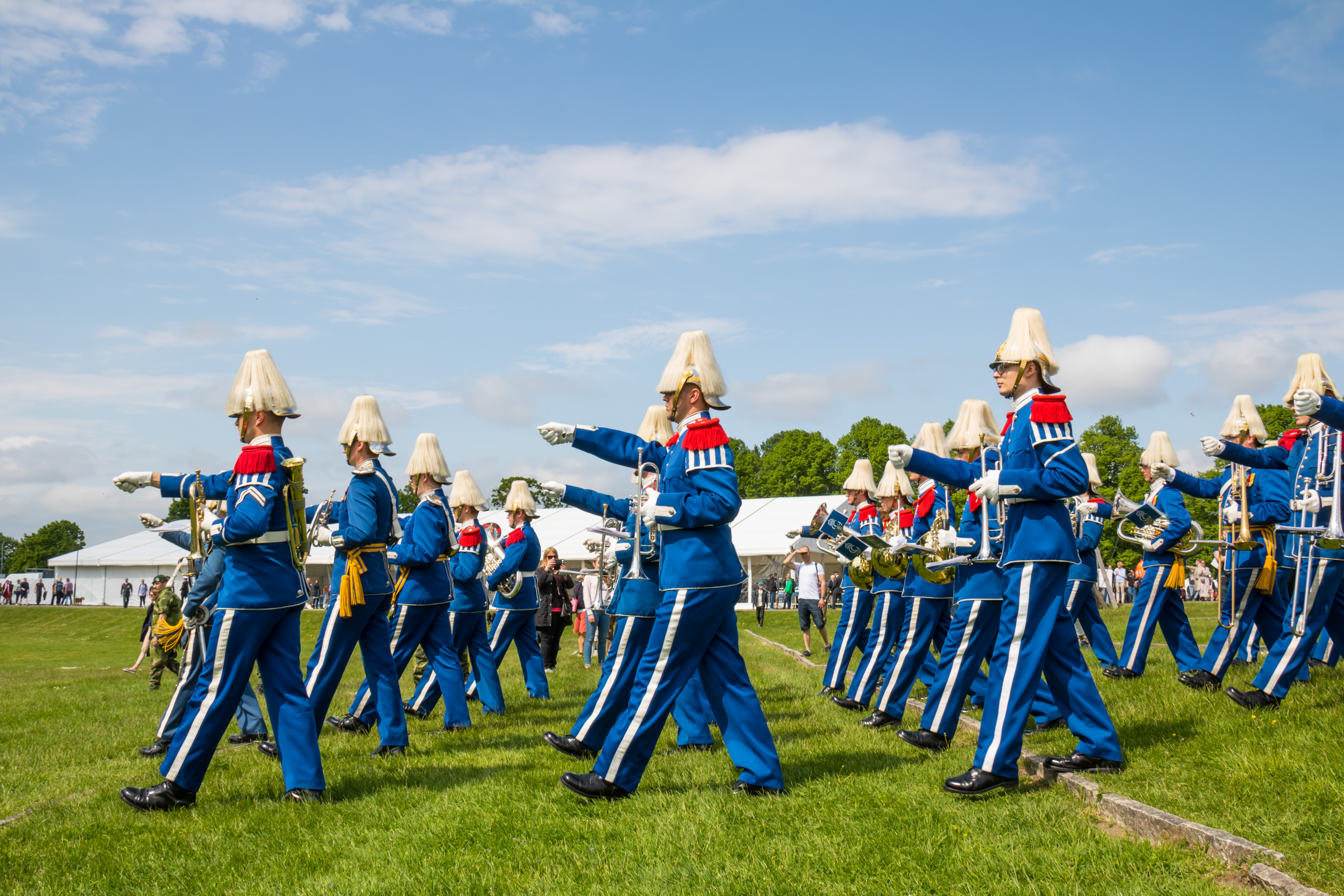
Livgardets Dragonmusikkår på veterandagen 2016.

Kåren genomför varje år 150 framträdanden varav omkring 50 vaktparader, de flesta beridna. Musikkåren spelar även vid audienser och statsbesök, och i andra statsceremoniella sammanhang. Därutöver spelar man vid Försvarsmaktens interna ceremonier. 
Dragonmusikkåren genomför konserter med en stämbesättning snarlikt ett traditionellt brassband, och man gör turnéer - med eller utan hästar. Framträdanden har gjorts i Holland, Tyskland, Italien, Frankrike, Danmark och Finland. Militära ceremonier har utförts i de svenska kontingenterna i Afghanistan och Kosovo. 
Musikkårens repertoar spänner över hela det musikaliska spektrumet. Repertoaren består av konsertmusik, traditionell blåsorkestermusik, underhållningsmusik och all möjlig kammarmusik. Besättningen kan växlas från full orkester om 30 musiker ner till en något mindre marschorkester om 25 musiker, ridbesättningen som är 16 mässingsblåsare och en eller två pukslagare, ett underhållningsband om 12 musiker eller i stort sett vilken som helst av de vedertagna brassensemblerna, till exempel mässingssextett, kvintett, olika kvartetter och så vidare. Därmed kan besättningen varieras för att passa sammanhanget, och man har möjlighet att lösa flera uppgifter samtidigt

## Hästarna
De hästar som används i Försvarsmakten ägs av Föreningen för den Beridna Högvakten, genom ett samarbete mellan dem och Försvarsmakten kan de beridna inslagen i statsceremonelet bibehållas.
Dragonmusikkåren nyttjar 3 hästraser:
Till pukhästar används shirehästar. Detta är inte en svensk tradition, utan infördes 1989 då Storbritanniens drottning Elisabet II skänkte pukhästen Mary.
Trumpetare, längst fram i harmonikåren, rider på skimlar av rasen altkladruber.
Harmonimusikkåren , det vill säga kornettister, hornister, bastrumpetare, eufonister och tubaister rider fuxar av rasen svenskt halvblod.

## Uniform
Dragonmusikkåren bär uniform m/1895 för Livgardets kavalleri.

## Personal
Musikkåren består av musikkårschef, ställföreträdande musikkårschef, musikdirektör, regementstrumslagare, producent, förare, notbibliotekarie och 30 musiker varav 27 mässingsblåsare och 3 slagverkare.